# Ariastes muellerae
Ariastes muellerae là một loài bọ cánh cứng trong họ Cerambycidae.